# Chimarra yandala
Chimarra yandala là một loài Trichoptera trong họ Philopotamidae. Chúng phân bố ở miền Australasia.